# Raubank

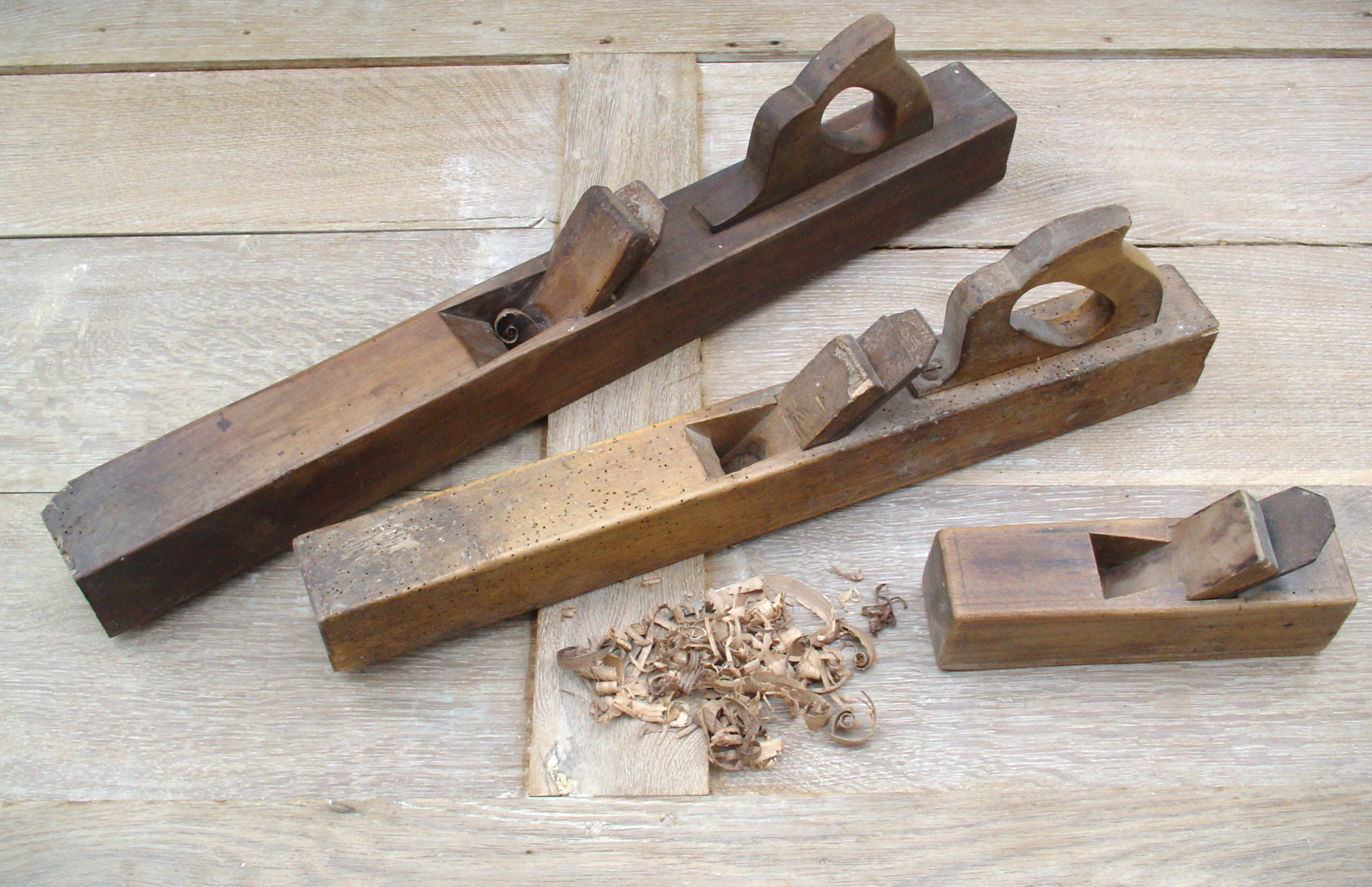
Zwei Raubänke und ein Schlichthobel

Eine Raubank, früher Rauhbank, ist ein aus Holz oder Metall gefertigter Handhobel zur  spanenden Holzbearbeitung. Es wird unterschieden in Kurzraubänke mit einer Mindestlänge von 40 bis 45 cm und Langraubänke, deren Länge zumeist 60 bis 65 cm beträgt.

## Raubank
Die Raubank wird benutzt, um Bretter zu schlichten und zu fügen. Insbesondere ist sie bei der flächigen Handbearbeitung von Brettern unentbehrlich. Durch ihre große Länge eignet sie sich ideal zum Planhobeln.
Auch zum Fügen von Furnier kann die Raubank benutzt werden. Hierzu wird das Furnier auf der Hobelbank zwischen zwei Zulagen gelegt und festgespannt. Die Raubank wird seitlich auf die Hobelbank gelegt und am Furnier vorbeigeführt. So entsteht eine saubere Fuge ohne Messerschläge.
Im angelsächsischen Raum, besonders in den USA, sind Raubänke mit einer Metallsohle gebräuchlich. In Kontinentaleuropa ist der Hobelkörper zumeist aus Buche gefertigt, wobei die Sohle oftmals aus Weißbuche, Pockholz oder anderen Harthölzern besteht. In Asien (Japan, China) sind Raubänke aus tropischen Hölzern und arbeiten beispielsweise bei japanischen Hobeln auf Zug. Dazu sind am Hobelkörper seitlich Griffstangen eingelassen.
Die Hobeleisen von Raubänken sind häufig mit einer Klappe ausgestattet. Diese dient dazu, den Hobelspan kurz nach der Abnahme zu brechen und damit eine saubere Oberfläche zu erzielen.
Zwar werden heute zum Hobeln von Brettern oder Leimholztafeln vorwiegend Hobelmaschinen verwendet, die mit einer Messerwelle arbeiten. Kommt es indes auf die Sauberkeit und Präzision des Hobelbildes an, bevorzugen viele Fachleute nach wie vor den Einsatz eines Handhobels.
Bedeutende Hersteller von Raubänken sind u. a. die Firmen Ulmia, E.C.E. und Lie Nielsen (USA).

## Fugbank
Heute kaum mehr gebräuchlich ist die Fugbank. Mit 80 cm Länge ist sie der eigentliche Hobel für das Fügen von Brettern. Weiter unterscheidet sich die Fugbank von der Raubank durch das Schneideisen mit gerade geschliffener Klingenkante. Abgerundete Kanten sind nicht nötig, weil die Fugbank nicht für Flächen benutzt wird.
Da die Aufgaben der Fugbank heute meist mit Maschinen erledigt werden, sind sie praktisch nur gebraucht erhältlich.